# Бронепалубные крейсера типа «Кёнигсберг»
Бронепалубные крейсера типа «Кёнигсберг» — тип крейсеров германского императорского флота времён Первой мировой войны. Являлись развитием крейсеров типа «Бремен». Построено 4 единицы: «Кёнигсберг», «Нюрнберг», «Штутгарт», «Штеттин». Их усовершенствованным вариантом стали крейсера типа «Дрезден».

## Проектирование
Спроектированные в 1904—1905 гг., крейсера типа «Кёнигсберг» стали одной из модификаций крейсера «Бремен». Корабли стали чуть больше в размерах, а также получили иную форму носовой оконечности, с гораздо менее выраженным тараном. Проектная скорость новых кораблей была на узел больше чем у предшественников, один крейсер в серии заказывался с турбинной установкой.

## Конструкция

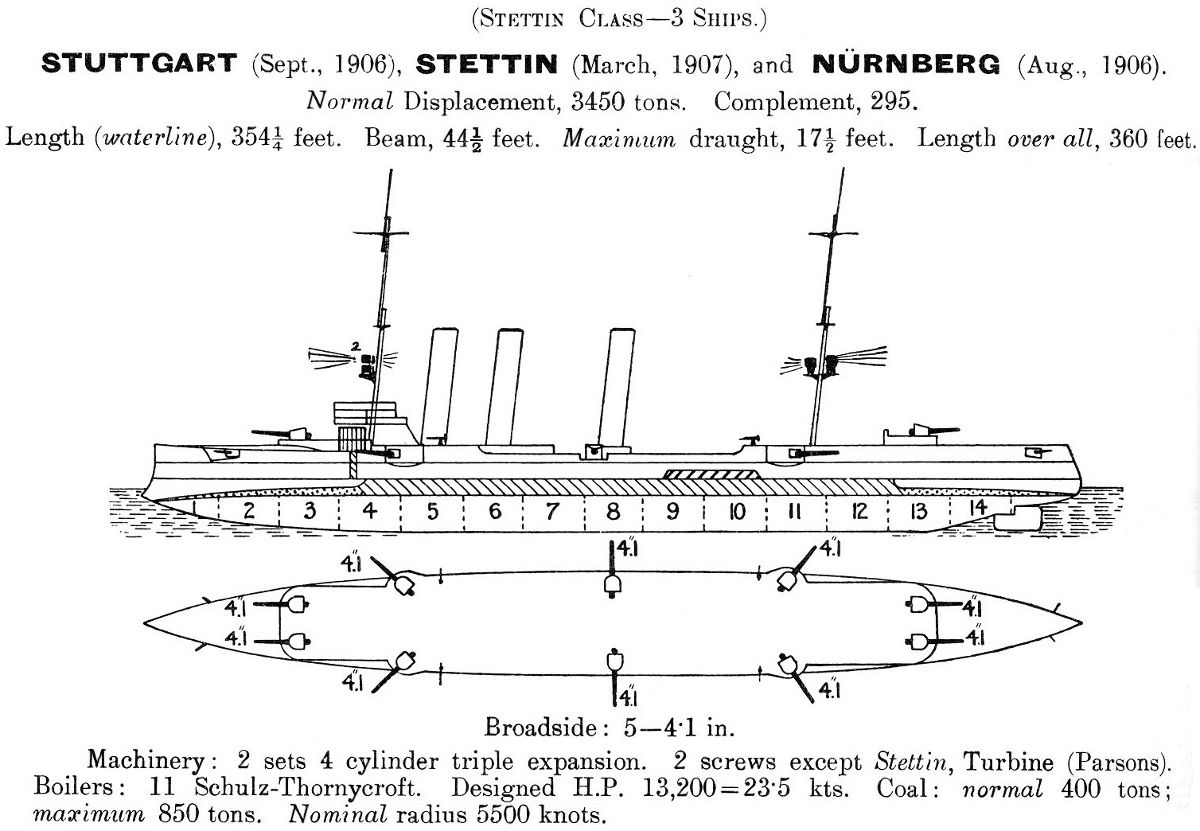
Информация о кораблях проекта в справочнике Jane’s Fighting Ships за 1914 год

Между кораблями, несмотря на формальную принадлежность к одному типу, существовали различия, так «Кенигсберг» имел нормальное водоизмещение 3390 т, полное — 3814 т, «Штутгарт» и «Нюрнберг»: нормальное — 3469 т, полное — 3902 т и 4002 т соответственно, «Штеттин»: нормальное — 3480 т, полное — 3822 т.
Головной корабль серии, «Кёнигсберг» отличался основными размерениями, внешним видом и некоторыми элементами конструкции корпуса (крейсер имел три котельных отделения, остальные пять), он был 114,8 метров в длину по ватерлинии, имел 115,3 м максимальную длину, ширину 13,2 м и осадку 5,29 м. Остальные три корабля были 116,8 м в длину по ватерлинии и максимальную 117,4 м, они имели ширину 13,3 м и осадку 5,17-5,3 м. Крейсер «Штеттин» в качестве энергетической установки имел паровые турбины и был четырёхвальным (остальные корабли имели паровые машины тройного расширения и два гребных вала).
Благодаря прогрессу в судостроении корпуса кораблей типа Кенигсберг удалось облегчить без потерь в прочности, в отдельных местах была уменьшена толщина брони, что вместе позволило выиграть почти 300 тонн и установить более мощные машины.

### Силовая установка
Силовая установка первых трёх кораблей типа состояла из двух 3-цилиндровых паровых машин тройного расширения, номинальной мощностью 12 000 (8948 кВт) индикаторных лошадиных силы или 13 200 л. с.(13 000) на расчётную скорость 23 узла (43 км / ч). На испытаниях крейсера развили скорость 23,4 — 24,1 узла при мощности 13 146 — 13 918 л. с. «Штеттин» вместо этого был снабжен парой паровых турбин Парсонса, рассчитанных на суммарную мощность 13 500 лошадиных сил на валу (10 100 кВт) и максимальную скорость 24 узла (44 км / ч). Он тоже превысил проектную скорость, развив на испытаниях скорость 25,17 узла, при мощности 21 670 л. с. Проектную скорость (24 узла) он показал на мощности 15 500 л. с. На крейсерах типа «Кёнигсберг» устанавливались 11 тонкотрубных двухтопочных котлов военно-морского типа, вырабатывающие пар с рабочим давлением 16 атм. с общей поверхностью нагрева 3050 м² дым из которых выводился в три трубы.
Дальность плаванья составляла 4120-4170 морских миль на 12 узлах. Дальность плаванья «Кёнигсберга» после переоборудования в 1911—1912 годах достигла 5750 морских миль на 12 узлах.

#### Сравнение турбинной и паромшинной установок на разных режимах хода
| Сравнение различных типов энергетических установок крейсеров |                 |                |                 |                 |                                  |                        |
| Крейсер                                                      | Скорость узлы   | Скорость узлы  | мощность л. с.  | мощность л. с.  | Полный суточный расход топлива т | Дальность морских миль |
|                                                              | «Штутгарт» (ПМ) | «Штеттин» (ПТ) | «Штутгарт»      | «Штеттин»       | «Штутгарт»/ «Штеттин»            | «Штутгарт»/ «Штеттин»  |
| Проектная мощность (6-часовых испытаний)                     | 23 (23,7)       | 24 (23,96)     | 13 000 (13 745) | 13 500 (15 448) |                                  |                        |
| 4/5 мощности                                                 | 22,3            | 22,6           | 10 400          | 10 800          | 241/221                          | 1800/2100              |
| Максимальная продолжительная скорость                        | 21,5            | 21,9           | 8800            | 9500            | 207/204                          | 2045/2130              |
| 3/5 мощности                                                 | 20,8            | 21,2           | 7800            | 8160            | 192/175                          | 2130/2220              |
| 2/5 мощности (средний ход)                                   | 18,7            | 18,8           | 5200            | 5440            | 130/146                          | 2840/2550              |
| 1/5 мощности                                                 | 14,7            | 14,8           | 2600            | 2720            | 75/87                            | 3860/3340              |
| 10,0 узлов                                                   | 10,0            | 10,0           | 845             | 860             | 33/41                            | 6100/4750              |

### Вооружение
Главный калибр состоял из десяти 10,5 см SK L/40 орудий в одиночных установках. Два из них были помещены бок о бок впереди на баке, шесть были расположены в средней части судна, три с каждой стороны, и два были помещены бок о бок на корме. Пушки могли поражать цели на дальностях до 12 200 м. Боекомплект составлял 1500 выстрелов (150 снарядов на ствол). Из-за нехватки положенных по проекту автоматических пушек Ма́ксима, корабли были также вооружены восемью («Нюрнберг» — десятью) 5,2 см L/55 орудиями с общим боезапасом 4000 выстрелов. Крейсера были также оснащены двумя 45 см траверсными подводными торпедными аппаратами с общим боезапасом из пяти торпед.

### Бронирование
Броневая палуба являлась главной защитой крейсеров. Горизонтальный участок палубы имел толщину 20-30 мм, скосы опускавшиеся к бортам имели толщину 45-80 мм. Также палуба опускалась к носу и корме крейсера. Боевая рубка имела толщину стенок из Крупповской брони 100 мм, а стальную 20 мм крышу. Щиты орудий главного калибра были толщиной 50 мм.

## История службы

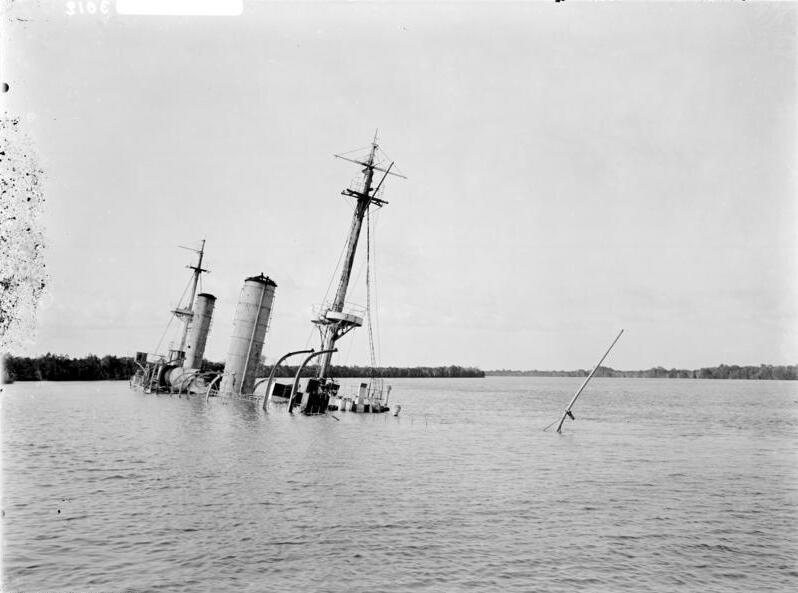
Крейсер «Кёнигсберг», затопленный в дельте Руфиджи

Крейсера типа «Кёнигсберг» принимали активное участие в боевых действиях на море в период Первой мировой войны.
«Нюрнберг» входил в состав Германской Восточно-Азиатской крейсерской эскадры эскадры адмирала Шпее. Принимал участие в сражении при Коронеле 1 октября 1914 года и потоплен в бою английским броненосным крейсером «Кент» в ходе сражения у Фолклендских островов 8 декабря 1914, погибло 327 человек.
«Кёнигсберг» с началом войны под командованием фрегаттен-капитана Лоофа действовал на торговых коммуникациях Британской империи в Индийском океане, потопил британский бронепалубный крейсер «Пегасус». 30 октября 1914 года был блокирован англичанами в дельте реки Руфиджи и 11 июля 1915 разрушен огнём мониторов.
«Штутгарт» с 1908 года использовался как учебный артиллерийский корабль. В 1914 году вновь вошёл в состав флота и в 1919 продан на слом. «Штеттин» с 1917 года использовался как учебный, а в 1919 году также продан на слом.

## Список кораблей типа[7]
| Название       | Верфь-строитель          | Дата закладки | Дата спуска на воду | Дата вступления в состав флота | Дата вывода из состава флота/гибели | Судьба                                                                                        |
| -------------- | ------------------------ | ------------- | ------------------- | ------------------------------ | ----------------------------------- | --------------------------------------------------------------------------------------------- |
| SMS Königsberg | Kaiserliche Werft Киль   | 1905          | 12 декабря 1905     | 6 апреля 1907                  | 11 июля 1915                        | Заблокирован в устье реки Руфиджи в Восточной Африке, разрушен огнём британских мониторов     |
| SMS Nürnberg   | Kaiserliche Werft Киль   | 1906          | 29 августа 1906     | 10 апреля 1908                 | 8 декабря 1914                      | Погиб в бою с английским броненосным крейсером «Кент» в ходе сражения у Фолклендских островов |
| SMS Stuttgart  | Kaiserliche Werft Данциг | 1905          | 22 сентября 1906    | 1 февраля 1908                 | 1919                                | Исключен из списков флота                                                                     |
| SMS Stettin    | AG Vulcan Штеттин        | 1906          | 7 марта 1907        | 29 октября 1907                | 1919                                | Исключен из списков флота                                                                     |

## Оценка проекта
| ТТХ крейсеров                    |                                                         |                                         |                                          |                                                |                                                         |                                                         |
| Характеристики                   | «Нюрнберг»                                              | «Аметист»                               | «Патфайндер»                             | «Изумруд»                                      | «SMS Hamburg»                                           | «SMS Lübeck»                                            |
| Год закладки                     | 1906                                                    | 1903                                    | 1903                                     | 1902                                           | 1902                                                    | 1903                                                    |
| Год ввода в строй                | 1908                                                    | 1905                                    | 1905                                     | 1904                                           | 1904                                                    | 1905                                                    |
| Размерения, м (Д×Ш×О)            | 116,8 ×13,3 ×5,24                                       | 113,9×12,2×4,4                          | 116×11,77×3,96                           | 111,1×12,2×5,2                                 | 111,1×13,3×5,61                                         | 111,1×13,3×5,40                                         |
| Водоизмещение, т                 | 3469                                                    | 3048                                    | 2946                                     | 3330                                           | 3278                                                    | 3265                                                    |
| Вооружение                       | 10 — 10,5-см, 10 — 5,2-см, ТА 2×1 — 45-см               | 12 — 102-мм, 8 — 47-мм, ТА 2×1 — 450-мм | 10 — 76,2-мм, 8 — 47-мм, ТА 2×1 — 450-мм | 8 — 120-мм, 6 — 47-мм, ТА 3×1 — 381-мм         | 10 — 10,5-см, 10 — 5,2-см, ТА 2×1 — 45-см               | 10 — 10,5-см, 10 — 5,2-см, ТА 2×1 — 45-см               |
| Бронирование, мм                 | Палуба — 20 — 30, скосы — 45-80, щиты — 50, рубка — 100 | Палуба — 20-51, щиты — 25, рубка- 76    | Палуба — 16—37, пояс — 51, рубка — 76,2  | Палуба — 30, скосы — 50, щиты — 25, рубка — 30 | Палуба — 20 — 35, скосы — 50—80, щиты — 50, рубка — 100 | Палуба — 20 — 35, скосы — 50—80, щиты — 50, рубка — 100 |
| Энергетическая установка, л. с.  | ПМ, 12 000                                              | ПТ, 12 000                              | ПМ, 16 500                               | ПМ, 17 000                                     | ПМ, 10 000                                              | ПТ, 11 500                                              |
| Дальность плавания, морские мили | 4120 на 12 узлах                                        | 5500 на 10 узлах                        | 3400 на 10 узлах                         | 4500 на 10 узлах                               | 4270 на 12 узлах                                        | 3800 на 12 узлах                                        |
| Проектная скорость, узлов        | 23                                                      | 22,5                                    | 25                                       | 24                                             | 22                                                      | 22,5                                                    |
| Максимальная скорость, узлов     | 23,4                                                    | 23,4                                    | 25,22                                    | 22,5                                           | 23,3                                                    | 23,1                                                    |

## Комментарии
1. ↑  Все данные на момент вступления в строй
2. ↑  Для британских и американских кораблей в источниках водоизмещение даётся в длинных тоннах, поэтому оно пересчитано в метрические тонны